# Aldealafuente
Aldealafuente es un municipio y localidad española de la provincia de Soria, en la comunidad autónoma de Castilla y León. El término municipal, que incluye también los núcleos de Ribarroya y Tapiela, tiene una población de 83 habitantes (INE 2024).

## Geografía
Su término linda al norte con los de Alconaba y Candilichera; al sur con Tejado, al este con Cabrejas del Campo Aliud y Gómara; y al oeste con Los Rábanos y Cubo de la Solana. El término incluye las pedanías de Ribarroya (a 4,3 km) y Tapiela (a 6 km).
Pertenece a la comarca del Campo de Gómara y al partido judicial de Soria.

## Historia
Lugar que durante la Edad Media perteneció a la Comunidad de Villa y Tierra de Soria formando parte del Sexmo de Lubia.
A la caída del Antiguo Régimen la localidad se constituye en municipio constitucional en la región de Castilla la Vieja que en el censo de 1842 contaba con 33 hogares y 132 vecinos.
A mediados del siglo XIX crece el término del municipio porque incorpora a Ribarroya y Tapiela.

## Demografía
Cuenta con una población de 83 habitantes (INE 2024).
| Gráfica de evolución demográfica de Aldealafuente entre 1842 y 2021 |
| |
| Población de derecho según los censos de población del INE Población de hecho según los censos de población del INEEntre el censo de 1857 y el anterior, crece el término del municipio porque incorpora a 425096 (Ribarroya) y 425107 (Tapiela) |

### Población por núcleos
| Núcleos       | Habitantes (2000) | Habitantes (2010) |
| ------------- | ----------------- | ----------------- |
| Aldealafuente | 93                | 79                |
| Ribarroya     | 38                | 22                |
| Tapiela       | 22                | 12                |